# Gérard d’Erlanger
Sir Gérard John Regis Leo d’Erlanger CBE (* 1. Juni 1906 in Bexley, Kent; † 15. Dezember 1962) war ein britischer Manager.

## Familie
Gérard d’Erlanger war der jüngere Sohn von Emile Beaumont Baron d’Erlanger (1866–1939) und Rose Marie Antoinette Catherine, genannt Kate, geborene de Robert d’Aqueria de Rochegude (1874–1959).
Sein zehn Jahre älterer Bruder war Robert, genannt Robin, Emile Frédéric Regis Baron d’Erlanger (1896–1934) mit Ehefrau Myrle Farquharson of Invercauld (1897–1941).
1937 heiratete er Glady Sammut, die Tochter eines Großkaufmanns und Majors aus dem damals britischen Valletta, der Hauptstadt der Mittelmeerinsel Malta. Beide hatten drei Kinder:
- Robin Gérard d’Erlanger, ⚭ 1969 Mary Elizabeth Josephine Pellew (* 1947), Tochter des 9. Viscount Exmouth
- Penny
- Mary Caroline „Minnie“ d'Erlanger, ⚭ Winston Spencer Churchill, Enkel des Premierministers Sir Winston Churchill

## Karriere
Er wurde am Eton College erzogen.
Er war ein erfolgreicher und einflussreicher Manager u. a. europäischer Banken und Fluggesellschaften. So war er unter anderem Vizepräsident des Bankhauses Erlanger Ltd. unter seinem Cousin als Bankpräsident Leo Friedrich Alfred Baron d’Erlanger (1898–1978). Ab 1935 war er Teilhaber des Bankhauses Myers & Co., Mitglied der London Stock Exchange sowie von 1935 bis 1940 Direktor der britischen Fluggesellschaft BOAC. Während des Zweiten Weltkriegs leitete er die Air Transport Auxiliary. Nach dem Krieg war er Manager, von 1947 bis 1949 Vorstand der Fluggesellschaft BEA, von 1956 bis 1960 nochmals Vorstand der BOAC.
1943 wurde er als Commander in den Order of the British Empire aufgenommen und 1958 als Knight Bachelor („Sir“) in den britischen Adelsstand erhoben.